# Aterica dechroma
Aterica dechroma är en fjärilsart som beskrevs av Embrik Strand 1911. Aterica dechroma ingår i släktet Aterica och familjen praktfjärilar. Inga underarter finns listade i Catalogue of Life.